# 김건표
김건표(金建杓, 1969년 11월 30일~)는 대한민국의 대학 교수 겸 연극 평론가이다. 대경대학교 연극영화과 교수로 재직중이며, 외부직으로 한국현대문화포럼 예술이사 및 한국연극평론가협회 이사, 국립극단이사, 2010년대 부터 한국연극, 매일신문, 국민일보, 한국경제, 월간 한국연극, 한국연극평론, 문학세계 등의 저널에서 연극에 대한 다양한 평론과 칼럼을 게재하였다.

## 상세
김건표는 1984년 연극 <작은사랑의 멜로디>로 데뷔, 1990년부터 극단 사다리에서 연극을 했으며 2004년부터 대경대학교 연극영화과 교수로 재직중이다. 1997년 지방에서 공연도중 장간정맥 혈전증으로 서울대병원에서 네 차례 응급수술을 받은후 7개월간의 입원으로 기적적으로 살아나 그 이후부터는 연극교육과 연출, 연극평론으로 전향하였다. 2004년부터 대경대학교 연극영화과 교수로 있다.  대경대 연극영화과는 2024년 부터 남양주캠퍼스 연기예술과로 학과명칭이 전환되었다. 대학에서는 홍보1처장과 언론사 주간을 시작으로 기획처장, 홍보처장, 기획조정실장, 산학협력2처장과 입학2처장을 맡고 있다. 2011년도 세계육상선수권대회 성공개최 시민콘서트를 개최해 총예술감독을 지냈으며 다양한 문화축제 감독을 맡았다. 대학에서는 개교 15주년 기념공연으로 ‘가족행복낭만콘서트’와 다양한 축제를 기획연출했다. 심수봉, 해바라기, 홍서범, 신계행, 소리새, 건아들이 출연했다.  2007년부터 매일신문에 인터뷰 전문 ‘김건표의 스타토크’를 진행해 개그맨 김제동, 최양락, 이봉원, 탤런트 유인촌, 프로레슬러 이왕표. 방송스타 100여명을 인터뷰 했다. 2008년 부터 데일리안에 인터뷰 ‘김건표의 행복초대석’을 진행해 사회각계 각층의 인사 50여명을 인터뷰 했다. 2009년 부터는 TBC 인터뷰 전문 프로그램 ‘통인터뷰’를 진행하면서 김관용 경북도도지사, 개그맨 남희석, 마사회 김광원 회장, 이만섭 전국회의장, 전 경기도지사 김문수, 광고인 이제석, 대성기업 김영훈 회장, 교촌치킨 권원강 회장, 한국전기안전공사 임인배 사장, 패션디자이너 최복호, 전 대구교육감 우동기, 박대성 화백, 전 한국주택금융공사 임주재사장, 전 지식경제부 최경환 장관, 윤순영 대구중구청장, 안상규 꿀벌전문가, 대구백화점 구정모 회장, 강희락 전 경찰청장, 박동준 디자이너, 이상규 전 국립국어원장, 농촌진흥청장 김재수, 이영우 경북교육감, 양궁 문형철 감독, 윤옥희 선수, 전 송영선 의원, 개그우먼 김영희, 적십자 유종하 총재, 대구FC 김재하 대표, 전 박세환 재향군인회장, 도산서원 김병일 원장, 정상명 전 검찰총장 등  정치인과 사회인사 500여명 인터뷰를 한 전문 인터뷰어 이기도하다. 2021년에는 국민일보 ‘ 김건표 교수의 연극人 이야기’를 진행하면서 연극인 50여명( 연출가 송형종, 부산 연극인 이성규 연출가, 안경모  출가, 최원석, 작가 김민정, 배우 박시내, 배우 지춘성, 신현종, 연출가 최용훈, 선욱현 작가,  조광화 연출가, 국립극단 김광보 예술감독, 손정우 한국연극협회 회장, 김미혜 교수, 차근호 작가, 문삼화 연출, 이철희 작가, 차현석 대표, 박정민 배우, 오세곤 교수 등 50명을 인터뷰해  ‘한국연극의 승부사들’을 발간하기도 했다.  2024년 부터는 매일신문 ‘김건표의 픽 인터뷰’를 진행하면서 유인촌 문화체육부장관, 전 대구광역시 시장인 권영진 국회의원을 인터뷰 했다.  2008년에는 KBS 연예가중계에 대한민국 방송MC의 세계에 대해 인터뷰 한 내용이 방송되기도 했다.
2015년에는 ‘문화를 마시자’ 축제를 기획했으며 KBS 신상훈 코미디 작가와 ‘개그맨 양성 프로젝트’를 개최하기도 했다. 외부직으로는 대구국제뮤지컬페스티벌 집행위원과 창작극 심사위원, 2020밀양공연예술축제 추진위원장을 맡았으며 총예술감독을 맡았다. 2024 한국문화예술위원회 전담 심의위원 및 월간 한국연극 편집위원과 월간 문학세계 편집위원, 한국현대문화포럼 예술이사, 한국연극예술학회 이사, 계간 한국희곡 편집주간 및 한국연극평론가협회와 국립극단 이사를 맡고 있다. 한국연극학회, 한국연극교육학회, 한국교육연극학회, 연극영화과교수협의회, 한국연극협회, 서울연극협회에 소속 되어있다. 2020년에서는 배우 전무송 데뷔 58주년 및 팔순 기념무대인 연극 ‘인생배달부’에서 연출을 맡았다. 출연배우로는 최종원, 전무송, 강인덕 김명희, 박형준, 이미애, 김준석, 오보혜가 출연했다. 2005년부터 한국연극, 매일신문, 국민일보, 한국경제, 스타이데일리(김건표의 연극문화칼럼), 스마트경제(거침없이 연극리뷰) 등의 저널에서 전방위적으로 연극에 대한 다양한 비평평론과 정치문화 칼럼을 게재했으며 2024년 2월에는 50편의 정치문화 칼럼집을 묶어 ‘말과 정치문화, 연극의 싸움의 기술’을 펴냈다. 연극과 문화 분야에서 그의 평론과 코멘트를 인용하고 있다. 2024년도에는 삼일로 창고극장 청년예술가 발굴 인큐베이팅 팩토리에서 이민구 작 개짖는 소리와 연극 ‘어메이징 그레이스’(작 신성우, 연출 원종철)등 다양한 연극 작품에서 드라마투르그를 맡고 있다.

## 경력
- 대경대학교 연극영화과 교수

- 한국희곡 편집주간

- 국립극단 이사
- 이데일리 연극부문 심사위원[39]
- 한국문화예술위원회 심의위원
- 한국문화예술위원회전담심의위원[40]
- 한국문화예술교육진흥원 예술강사 심의위원
- 예술경영센터 심의위원[41]
- 지역문화진흥원 축제관련 심의위원
- 문화체육관광부 연극,공연관련 심의위원
- 서울문화재단 및 대구, 부산, 경남, 울산 지역별 연극분야 심의위원
- 월간 한국연극 베스트7 심위위원
- 한국연극대상 심위위원
- 한국연극평론가협회 연극 베스트3 심의위원
- 대구연극제 심의위원[42]
- 제46회 서울연극제 심의위원[43]
- 밀양공연예술축제 총예술감독
- 한국연극평론가협회 이사(편집위원)
- 대구문화예술진흥원 자문위원
- 월간 문학세계 편집위원
- 밀양공연예술축제 추진위원장

- 한국연극 편집위원

- 밀양여름공연예술축제 심사위원
- 동아뮤지컬콩쿠르 심사위원[44]
- 대구광역시 문화도시위원회 위원
- 대경대학교 연극영화과 학과장
- 국민일보 칼럼리스트
- 스마트경제 연극비평 칼럼리스트
- 스카이데일리 문화칼럼 리스트
- 한국경제 칼럼리스트
- 대구국제뮤지컬페스티벌 집행위원
- 대구국제뮤지컬페스티벌 창작극심사위원
- 매일신문 칼럼니스트
- 데일리안 칼럼니스트
- 대경대학교 홍보처장
- 대경대학교 기획조정실장
- 대경대학교 입학2처장
- 대경대학교 산학2처장
- 대경대학교 기획처장
- 대경대학교 홍보실장
- 극단 님비곰비
- 극단 사다리
- 율 프로덕션 방송프로듀서
- 율 프로덕션 제작이사
- 한국현대문화포럼 예술이사

## 평론 및 칼럼
| 년도 | 매체                       | 호   | 구분   | 제목 | 사이트 |
| ---- | -------------------------- | ---- | ------ | --- | ------ |
| 2023 | 한국연극평론               | 여름 | 평론   | 지구영웅 슈퍼맨도 물리칠 수 없는 대한민국 전세사기< 부동산 오브 슈퍼맨>                                                               |        |
| 2023 | 한국연극평론               | 겨울 | 인터뷰 | 공정의 효율성은 높이고 지원은 안정적으로 해애죠. 정병국 위원장                                                                        |        |
| 2023 | 오늘의서울연극             | 151  | 평론   | 국가폭력으로 사라져간 춘매 가족의 비극사 극단 수<띨뿌리>                                                                              |        |
| 2023 | 오늘의 서울연극            | 152  | 평론   | 장기판같은 세계의 은유, 뒷방 늙은이의 싸움의 기술, 졸 작당모의< 싸움의 기술, 졸(卒)>                                                  |        |
| 2023 | 오늘의서울연극             | 153  | 평론   | 유통기한 없는 부부의 사랑으로 그려내는 극단 전망<내 웨딩케이크는 누가 먹었나>                                                         |        |
| 2023 | 오늘의 서울연극            | 154  | 평론   | 미스터리한 혼령의 실체와 논쟁 ㈜신시컴퍼니< 2시22분-A GHOST STORY)                                                                    |        |
| 2023 | 오늘의 서울연극            | 157  | 평론   | 삶의 번지 점프들 제8회 도담도담페스티벌                                                                                               |        |
| 2023 | 한국연극평론               |      | 평론   | 연극좌담 어떻게 보셨습니까. |        |
| 2023 | 매일신문                   | 4    | 평론   | 실종된 한국사회의 예수 극단 신세계 <국산예수>                                                                                         |        |
| 2023 | 매일신문                   | 4    | 평론   | 79,80년도 광주 '봄비'의 시대 푸른연극마을 <안부>                                                                                      |        |
| 2023 | 매일신문                   | 4    | 평론   | 광주에서 피어나는 최영환 연출 <벚꽃동산> 사계절을 버텨내는 ‘우직한 집’                                                                |        |
| 2023 | 매일신문                   | 3    | 칼럼   | [광장] 대통령의 통 큰 결단, 일본의 반격                                                                                               |        |
| 2023 | 매일신문                   | 4    | 평론   | 윤미현 작가의 ‘멧돼지가 나오는 집’, 황태선 연출의 ‘가정식 백반이 나오는 집’                                                           |        |
| 2023 | 매일신문                   | 4    | 칼럼   | [광장] 한·미 정상회담과 ‘아메리칸 파이’                                                                                               |        |
| 2023 | 매일신문                   | 4    | 평론   | ‘희망대로’의 출구가 없는 청소년들의 도로, 신진호 연출의 <소년대로>                                                                    |        |
| 2023 | 매일신문                   | 5    | 평론   | 김기덕 감독 영화처럼 불편하면서도 그 불편함을 위한 연극 <어느 여름날의 오후>                                                          |        |
| 2023 | 매일신문                   | 5    | 평론   | 디지털 스마트폰의 시대, 성범죄 악마의 비밀 이곤 연출의 <4분12초>                                                                      |        |
| 2023 | 매일신문                   | 5    | 평론   | 연극 <접수>…'부조리한 세계, 그 경계의 시선'                                                                                           |        |
| 2023 | 매일신문                   | 5    | 칼럼   | 김남국 의원의 가상화폐, 싸움의 기술                                                                                                   |        |
| 2023 | 매일신문                   | 5    | 평론   | 김이율 작, 최용훈 연출 <믿을지 모르겠지만>                                                                                            |        |
| 2023 | 매일신문                   | 5    | 평론   | 조광화 연출 <산전수전 토별가> |        |
| 2023 | 매일신문                   | 6    | 평론   | 구태환 연출 <띨뿌리> |        |
| 2023 | 매일신문                   | 6    | 평론   | 장기판 같은 세상과 세계의 은유, 뒷방 늙은이의 <싸움의 기술, 졸卒>                                                                     |        |
| 2023 | 매일신문                   | 6    | 평론   | 전체주의를 무력화하는 자유의 신념, 황윤동 연출의 <접견>                                                                               |        |
| 2023 | 매일신문                   | 6    | 칼럼   | [광장] 대통령의 수능시험 |        |
| 2023 | 매일신문                   | 6    | 평론   | 10분의 풍자와 드라마, 부산국제연극제의 ‘10분 연극제’                                                                                  |        |
| 2023 | 매일신문                   | 7    | 평론   | 관객이 몰리는 ‘통속소설’의 재발견, 정안나 연출의 <통속소설이 머 어때서?!>                                                             |        |
| 2023 | 매일신문                   | 7    | 평론   | 영국물류센터 노동현실과 청소년 가족돌봄 문제를 다루는 연극<위시리스트> ‘생존경쟁’과 ‘삶의 절망’에서 작성하는 당신의 위시리스트 작성법 |        |
| 2023 | 매일신문                   | 7    | 평론   | 일상의 감각으로 체험하는 변방연극제 ‘오프리밋’에서 ‘공중제B’처럼 <퇴장하는 등장>                                                      |        |
| 2023 | 매일신문                   | 7    | 평론   | 차,차,차원이 다른 이진엽 연출의 <물질>, 본능적 욕망으로부터 소외된 몸                                                                 |        |
| 2023 | 매일신문                   | 8    | 평론   | 유통기한 없는 부부의 사랑으로 그려내는 <내 웨딩케이크는 누가 먹었나>                                                                  |        |
| 2023 | 매일신문                   | 8    | 평론   | 정영주의 뮤지컬 <베르나르다 알바>, 문삼화의 원 포인트 연출 <베르나르다 알바의 집>                                                     |        |
| 2023 | 매일신문                   | 8    | 평론   | 대한광복회와 세금 탈취 사건을 ‘사복무언(蛇卜無言)’의 불교사상으로…김한길 연출 경주시립극단의 <1915 경주 세금마차사건>                 |        |
| 2023 | 매일신문                   | 8    | 평론   | 미스터리한 혼령의 실체를 추격하는 스릴감 넘치는 연극 <02시22>                                                                         |        |
| 2023 | 매일신문                   | 8    | 평론   | 인간의 불안 심리와 죽음의 춤판, 구순 노장(老將) 김우옥 연출의 실험극 <혁명의 춤>                                                      |        |
| 2023 | 매일신문                   | 9    | 칼럼   | 인터뷰의 기술 |        |
| 2023 | 매일신문                   | 9    | 평론   | 신촌극장의 한일(韓日) 합동 다도연극 <주코의 암자>, ‘차의 예법’으로 ‘다선일체’를 배운다                                                |        |
| 2023 | 매일신문                   | 9    | 평론   | 분단과 정치 분열의 대한민국에서 <아는 사람 되기>                                                                                      |        |
| 2023 | 매일신문                   | 9    | 평론   | 5시간으로 명동예술극장 무대를 완공시킨 김정 연출의 ‘이 불안한 집’ 가족사의 비극                                                       |        |
| 2023 | 매일신문                   | 9    | 평론   | ‘변강쇠 점 찍고, 조씨고아’를 돌아온 고선웅의 <카르멘> 재미, 웃음, 감동과 비극성이 다들어 있네.                                        |        |
| 2023 | 매일신문                   | 9    | 평론   | ‘친일로 분열된 역사의 인식’ 정범철 작, 김성진 연출 <밀정 리스트>                                                                      |        |
| 2023 | 매일신문                   | 9    | 평론   | ‘빨간 스피도를 향한 욕망과 공정하다는 착각’ 극단 신작로 <새빨간 스피도>                                                               |        |
| 2023 | 매일신문                   | 9    | 평론   | ‘인당수의 심청’으로 죽음과 권력을 짓는 김정숙 작, 권호성 연출 <심청전을 짓다>                                                         |        |
| 2023 | 매일신문                   | 9    | 평론   | ‘어쩌다’ 서울연극센터 공간으로 들어간 ‘서울창작공간연극축제’ 살아보니 ‘어쩌다’의 세상이야기                                           |        |
| 2023 | 매일신문                   | 10   | 평론   | 한국사회 산업재해 잔혹사를 기억하는 방식, 괴물이 되어버린 노동자의 몸 <괴물 B>                                                        |        |
| 2023 | 매일신문                   | 11   | 평론   | ’존재와 부재’ 사이의 <베케트의 방> 표현방식의 경계를 허무는 ‘데드센터’의 연출가들                                                     |        |
| 2023 | 매일신문                   | 11   | 평론   | ‘군부와 독재 권력의 미래 국가재건 프로젝트’ 차근호 작, 최원종 연출의 <회수조>                                                         |        |
| 2023 | 매일신문                   | 11   | 평론   | “웃다, 울다 관객을 흔들어 놓는 충청도식 이철희 연출의 ‘맹’ 이렇게 재미있으면서도 ‘짠’해도 되는겨?                                     |        |
| 2023 | 매일신문                   | 11   | 평론   | 경남도립극단 최원석 연출의 <도가니> ‘정의와 진실이 실종된 마녀사냥’                                                                   |        |
| 2023 | 매일신문                   | 11   | 평론   | 박혜선 연출의 <친절한 고르스키씨> “우주인 침팬지와 고르스키씨를 위한 치유의 씻김”                                                     |        |
| 2023 | 매일신문                   | 12   | 평론   | 대구의 대표적인 극단 「온누리」 창단 30년 ‘이국희 연출의 연극미학’                                                                    |        |
| 2023 | 매일신문                   | 12   | 평론   | ‘전쟁터처럼 분열된 인간의 사랑’ 서지혜 연출의 <두 코리아의 통일>                                                                      |        |
| 2023 | 매일신문                   | 12   | 평론   | 지구 영웅 ‘슈퍼맨’도 물리칠 수 없는 대한민국의 전세 사기<수퍼맨 오브 부동산>                                                          |        |
| 2023 | 매일신문                   | 12   | 평론   | 정진세 작, 연출의 <신파의 세기> ‘가상국가의 문화와 정치’                                                                              |        |
| 2024 | 월간한국연극               | 5    | 인터뷰 | 한국연극이 묻고 유인촌 장관이 답하다, 문화부 장관 유인촌                                                                              |        |
| 2024 | 계간 한국희곡              |      | 평론   | 제6회 대한민국 극작엑스포<극작가도 있고 희곡도 있사옵니다>                                                                            |        |
| 2024 | 한국연극평론               | 가을 | 평론   | 창제작 지원정책방향과 공정한 심사제도를 위한 방안                                                                                     |        |
| 2024 | 한국연극평론               | 가을 | 평론   | 여성서사의 역사화 ‘삶과 신념의 기억과 소멸’<아들에게>                                                                                 |        |
| 2024 | 한국연극평론               | 가을 | 평론   | 연극좌담 어떻게 보셨습니까. |        |
| 2024 | 월간한국연극               | 6    | 평론   | 북두칠성 단명소년 설화와 여성서사 경기도극단<단명소년투쟁기>                                                                          |        |
| 2024 | 월간한국연극               | 9    | 평론   | 인간의 삶과 죽음의 서사 한일사회 장녀들 이야기 프로젝트 아일랜드<장녀들>                                                              |        |
| 2024 | 문학세계                   | 10   | 평론   | 강훈구의 공놀이클럽< 말린고추와 복숭아향 립스틱>                                                                                      |        |
| 2024 | 문학세계                   | 1    | 평론   | 불복종 시민연대의 민주화와 독재 권력의 국가재건 극단 명작옥수수밭<회수조>                                                             |        |
| 2024 | 문학세계                   | 2    | 평론   | 욕망의 집과 삶의 집으로 양극화 되어버린 아파트 공화국 <집집:하우스 소나타>                                                            |        |
| 2024 | 문학세계                   | 3    | 평론   | 죽음의 장막(帳幕) 앞에서 사회적 참사를 애도하는 벙법 연극< 장막을 걷어라>                                                             |        |
| 2024 | 문학세계                   | 4    | 평론   | 갈등과 분열의 시대 정선아리랑으로 치유하는 연극 <화전>                                                                                |        |
| 2024 | 문학세계                   | 5    | 평론   | <비와 고양이와 몇 개의 거짓말> 불완전한 인간들의 이야기 인생은 그런거야                                                               |        |
| 2024 | 문학세계                   | 6    | 평론   | 한국사회의 법과 사회 복지 시스템은 안전한가? 한소년의 죽음 고대 도시국다 카르타고 아이들의 희생 신진호 연출의 <카르타고>              |        |
| 2024 | 문학셰계                   | 7    | 평론   | 위대한 놀이로 극단 하땅세의 시산을 칠하는 사람들                                                                                      |        |
| 2024 | 문학셰계                   | 8    | 평론   | 차범석작 <활화산> 70년대 은밀한 냉소와 조롱 새마을 운동으로 잘살아보세                                                                |        |
| 2024 | 문학세계                   | 9    | 평론   | 충청도 사투리로 생사의 팔도를 누비는 이철희식 연극< 진천사는 추천석>                                                                  |        |
| 2024 | 스마트경제                 | 6    | 평론   | 극단 여행자 댄스시어터<이상한 나라의 XXX>배우들의 놀이성과 한국적인 정서로 뒤집은 XXX들의 세상이야기                                  |        |
| 2024 | 스마트경제                 | 7    | 평론   | 이영석, 박상종 배우의 연극< 라스트 씨어터맨>                                                                                          |        |
| 2024 | 매일신문                   | 1    | 평론   | 욕망의 ‘집’과 ‘삶의 집’으로 양극화 되어버린 ‘아파트 공화국, 대한민국 부동산’ 한현주 작, 이성열 연출 <집집: 하우스 소나타>             |        |
| 2024 | 매일신문                   | 1    | 평론   | 기후 변화 위기의 시대, 주거불안의 미래 ‘봄 작가 겨울무대’ 이예본 작, 이은비 연출<제로쉴드제로>                                        |        |
| 2024 | 매일신문                   | 1    | 평론   | 영남지역 연극을 위해 60년을 달려온 팔순노장 김삼일 연출의 4막 인생 <언덕을 넘어서 가자>                                               |        |
| 2024 | 매일신문                   | 1    | 평론   | 여성 서사의 역사화가 탁월한 작품, 김수희 연출의<아들에게>                                                                             |        |
| 2024 | 매일신문                   | 1    | 평론   | ‘진실을 은폐하는 장막(帳幕) 앞에서 사회적 참사를 애도하는 방법’ 이수인 연출의 <장막을 걷어라>                                         |        |
| 2024 | 매일신문                   | 2    | 평론   | ‘불멸의 영웅과 위인이 될 수 없는 시대의 역설’ 극단 그린피그 <진짜 연극-불멸의 이기석>                                                 |        |
| 2024 | 매일신문                   | 2    | 평론   | 낭독극 프로그램 ‘창작희곡의 발견’-죽음의 진실을 부인(否認)하는 <부인夫人의 시대>, 그럼에도 희망으로 살아가는 <우체국에 김영희 씨>     |        |
| 2024 | 매일신문                   | 2    | 칼럼   | 국립극단의 ‘체질개선’ |        |
| 2024 | 매일신문                   | 2    | 평론   | ‘갈등과 분열의 시대’, 고려 유신들의 정선아리랑으로 치유하는 김승철 연출의 <화전火田>                                                  |        |
| 2024 | 매일신문                   | 2    | 평론   | ‘코피노 출생의 비밀, 이복형제의 운명‘ 로드 액션 청소년극 <테디 대디 런>                                                               |        |
| 2024 | 매일신문                   | 3    | 평론   | <제6회 대한민국 극작엑스포> 극작가도 있고, 희곡도 있사옵니다.                                                                         |        |
| 2024 | 매일신문                   | 3    | 평론   | ‘치밀한 반전의 복수극’, ‘2인극의 극적 서스펜스’ 극단제자백가, 정범철 연출의 <살인극: 에필로그>                                        |        |
| 2024 | 매일신문                   | 3    | 평론   | 불완전한 인간들의 이야기 ‘인생은 그런 거야’, 극단 58번 국도의 <비와 고양이와 몇 개의 거짓말>                                          |        |
| 2024 | 매일신문                   | 3    | 평론   | '현대일본희곡 낭독공연', 서지혜 연출의 <조지 오웰–침묵의 소리>                                                                        |        |
| 2024 | 매일신문                   | 3    | 평론   | '현실정치와 역사인식의 전인철 식 은유', 극단 돌파구 <고목>                                                                            |        |
| 2024 | 매일신문                   | 4    | 평론   | ‘한 소년의 죽음, 고대 도시국가 카르타고 아이들의 희생’, 신진호 연출 <카르타고>                                                        |        |
| 2024 | 매일신문                   | 4    | 평론   | ‘인간의 고독과 분열된 욕망’, 서울시극단 고선웅 연출의 <욘>                                                                            |        |
| 2024 | 매일신문                   | 4    | 평론   | '휴머노이드 로봇 콜리가 들려주는 따뜻한 휴머니즘’, 국립극단 <천 개의 파랑>                                                            |        |
| 2024 | 매일신문                   | 5    | 평론   | 1920년대 쉐보레를 타고 놀이 형식으로 달리는 김현탁 연출의 <윌리로먼 비긴즈>                                                           |        |
| 2024 | 매일신문 김건표의 픽인터뷰 | 5    | 인터뷰 | 유인촌 문체부 장관 “문화 예산이 효과적으로 쓰일 수 있도록 다양한 방법 구상”                                                           |        |
| 2024 | 매일신문                   | 5    | 평론   | 경기도 극단 김광보 연출 <단명소녀 투쟁기>’한 소녀의 운명과 성장기’                                                                    |        |
| 2024 | 매일신문                   | 5    | 평론   | 황해도 평산 성주 굿, 충청도 ‘성주 안택 굿’ 이용녀 만신과 조부원 법사의 한반도를 잇는 ‘이 땅의 굿’                                     |        |
| 2024 | 매일신문                   | 6    | 평론   | 국보 영남루와 천년 사찰 무봉사, 밀양강 물줄기로 그려지는 밀양강의 뮤지컬 <별들의 노래> ‘역사의 기억과 축제의 환기’                    |        |
| 2024 | 매일신문                   | 6    | 평론   | 광주 민주항쟁 5.18 역사의 인식, 극단 하땅세의 ‘만 마디 말 보다’ 오브제극 <시간을 칠하는 사람>                                         |        |
| 2024 | 매일신문                   | 6    | 평론   | 차범석 극작가의 사실주의, 윤한솔 연출의 재구성의 방식’ 70년대 은밀한 냉소와 조롱, 새마을 운동으로 ‘잘 살아보세’ 국립극단의 <활화산>   |        |
| 2034 | 김건표의 픽인터뷰          | 7    | 인터뷰 | 12년 만에 국회 입성한 전 대구시장 권영진 “국민을 위해 정치를 하는 국회가 아니라 살벌한 전쟁터가 돼버렸어요"                           |        |
| 2024 | 매일신문                   | 7    | 평론   | ‘불안과 우울, 공포와 두려움의 내면’ 공동체와 각자의 방식으로 치유하는 설명서 박혜선 연출의 <다이빙 보드>                              |        |
| 2024 | 매일신문                   | 7    | 평론   | 충청도 사투리로 생사(生死)의 팔도를 누비는 ‘생거진천 사거용인’ 설화, 이철희식 연극 <진천사는 추천석> 편                               |        |
| 2024 | 매일신문                   | 8    | 평론   | 극단 해풍의 백산 프로젝트<진심>의 ‘역사성과 무대화’ 두 연극 배우의 <라스트 씨어터 맨>                                                 |        |
| 2024 | 매일신문                   | 8    | 평론   | 서동민 작, 강훈구 연출 <말린 고추와 복숭아향 립스틱> ‘퀴어연극’을 새로운 형식의 무대로 전환한 ‘공놀이클럽’                            |        |
| 2024 | 매일신문                   | 8    | 평론   | 돌봄노동, 노인복지. 중증치매 ‘인간의 삶과 욕망, 죽음의 서사’ 서지혜 연출 <장녀들> ‘ 방대한 소설의 서사가 무대화 되는 모범적인 무대’   |        |
| 2024 | 매일신문                   | 9    | 평론   | 김성진 작가의 ‘일상언어와 위트의 감각’ 마리모에는 소금을 뿌려주세요                                                                   |        |
| 2024 | 매일신문                   | 10   | 평론   | ‘근현대 인물 캐릭터 연기하기의 부조화와 반공 이데올로기 역사 인식’ 이여진 작, 연출의 <상자들의 지평선>                                |        |

## 비평
| 작품명 | 개개일      | 발표지면      |
| --- | ----------- | ------------- |
| 극단 성북동 비둘기 ‘장쥬네 하녀들’과 연극작업                                                                    | 2015-12-09  | 국민일보      |
| ‘가족의 부재’와 가족 ‘愛’ 대구시립극단 <콜라소녀>                                                                | 2015-12-03  | 국민일보      |
| 민중과 지식인의 몰락 연극 ‘변태’(變態)                                                                           | 2015-10-29  | 국민일보      |
| 이윤택 연출 시(詩)와 연극의 절묘한 조화 ‘백석우화’                                                               | 2015-10-22  | 국민일보      |
| 박근형의 연출의 ‘엄 사장은 살아있다’                                                                             | 2015-10-08  | 국민일보      |
| 기억, 끝나지 않는 치유 ‘먼 데서 오는 여자’                                                                       | 2015-10-02  | 국민일보      |
| 영화 같은 분노의 욕망 “나는 형제다”                                                                              | 2015-9-18   | 국민일보      |
| 비극의 무게감을 웃음으로 다이어트 ‘조치원 해문이’                                                                | 2015-9-15   | 국민일보      |
| 시대의 폭력과 내면의 우울 연극, ‘흑백다방’                                                                       | 2015-06-27  | 국민일보      |
| 행복해 질수 없는 불안전한 집 ‘행복한家’                                                                          | 2015-08-20  | 국민일보      |
| 절박한 진실과 사랑의 연극, ‘무풍지대 로케트’                                                                     | 2015-08-06  | 국민일보      |
| 불편함의 진실, 김수정 연출 ‘인간동물원초’                                                                        | 2015-07-23  | 국민일보      |
| 오태석 연출, ‘한강은 흐른다’                                                                                     | 2015-07-16  | 국민일보      |
| ‘문제적 인간 연산’, “굿판의 역습”                                                                                | 2015-07-09  | 국민일보      |
| 고립의 사회, 박근형의 ‘히키코모리’ 구출작전                                                                      | 2015-06-18  | 국민일보      |
| 모퉁이에서 퍼지는 사랑의 공감 “변두리 멜로”                                                                      | 2015-06-11  | 국민일보      |
| 붉은색 앞에 마주한 두 남자 ‘레드’                                                                                | 2015-06-04  | 국민일보      |
| 사다리움직임 연구소 ‘소송’ VS 숭고함의 전류 ‘이영녀’                                                             | 2015-05-28  | 국민일보      |
| ‘차이메리카’ 중국의 외투 속에 가려진 그림자                                                                      | 2015-05-21  | 국민일보      |
| 당신은 어떤 부모입니까? 김수희 연출, 국립극단 “소년B가 사는 집”                                                  | 2015-05-14  | 국민일보      |
| 한국 정치사를 풍자우화로 투영하는 이강백 작 ‘여우인간’                                                           | 2015-4-30   | 국민일보      |
| 독특한 시선으로 도려낸 연극 ‘만주전선’                                                                           | 2015-4-23   | 국민일보      |
| 내면의 광기 “갈매기”                                                                                             | 2015-04-16  | 국민일보      |
| 정의신 창작의 놀이성                                                                                             | 2015-03-16  | 국민일보      |
| 오세혁 연극게임의 법칙                                                                                           | 2015-02-10  | 국민일보      |
| 로르카의 피의결혼의 절망성                                                                                       | 2015-01-9   | 국민일보      |
| 조롱으로 비틀고 풍자로 돌진해 웃음으로 치유하는 ‘변두리 극장’                                                    | 2017-03-13  | 국민일보      |
| 인간의 욕망, 오태석 연출 ‘도토리’                                                                                | 2017-2-23   | 국민일보      |
| 출구가 없는 절망을 노래하는 ‘니 애비의 볼레로’                                                                   | 2016.9월호  | 월간 한국연극 |
| 대구에서 들리는 박근형 연출 대구시립극단 “해방의 서울”                                                           | 2018-4월호  | 월간한국연극  |
| 배우 김소희의 모노드라마 ‘내게 기적이 일어났다’                                                                  | 2018-2-1    | 국민일보      |
| 변하지 않는 지번 ‘경남 창녕군 길곡면’                                                                            | 2018-01-06  | 국민일보      |
| 코끼리 우산 속에 가려진 전쟁의 '서커스'                                                                          | 2018-1월호  | 월간한국연극  |
| 소통의 부재, 불안과 분노의 욕망 ‘스프레이’                                                                       | 2018-2월호  | 월간한국연극  |
| 노모를 위한 ‘원맨쇼’ 아들을 향한 ‘원맨쇼’                                                                        | 2017-12-27  | 국민일보      |
| 불편한 ‘신자유주의’ 놀이 극단 이와삼 ‘빈의자’                                                                    | 2017-12-1   | 국민일보      |
| 상실된 포용(包容)과 내면의 치유 ‘ 옥상 밭 고추는 왜’                                                             | 2017-10-25  | 국민일보      |
| 제17회 밀양공연예술축제 지독한 더위, 연극축제로 식히다                                                           | 2017.8월호  | 월한한국연극  |
| 구태환 연출 미학의 ‘가족’ ,무대미술가 박동우 ‘가옥’                                                              | 2019-06-08  | 국민일보      |
| ‘연극의 미아리 고개’ 공동체 연극으로 손잡고 달린다..                                                             | 2017-05-11  | 국민일보      |
| 인간의 욕망, 오태석 연출 ‘도토리’                                                                                | 2017-2-23   | 국민일보      |
| 출구가 없는 절망을 노래하는 ‘니 애비의 볼레로’                                                                   | 2016.9월호  | 월간 한국연극 |
| 대구극단 백치들, ‘연극으로 저항’                                                                                 | 2016-10월호 | 월간 한국연극 |
| 치매 걸린 두 노년의 아름다운 청춘 멜로 ‘첫 사랑이 돌아온다’                                                      | 2016-7-14   | 국민일보      |
| 2017년 한국연극공연결산 좌덤 라뷰                                                                                | 2017.12월호 | 월간한국연극  |
| 연출가 박근형 ‘죽이 되든, 밥이 되든’ 달린다                                                                      | 2016-06-08  | 국민일보      |
| ‘리어’를 40년 연기한 배우의 삶을 그린 ‘리어의 役’                                                                | 2016.05-19  | 국민일보      |
| 30년 농사로 피어난 ‘벚꽃동산’                                                                                    | 2016.05.09  | 국민일보      |
| 역사의 무게를 진지한 웃음으로 비튼 ‘보도지침’                                                                    | 2016.-4-28  | 국민일보      |
| 놀이정신으로 무장한 고선웅 연출 ‘한국인의 초상’                                                                  | 2016-04-04  | 국민일보      |
| 죽음과 상실 ‘모든 군인은 불쌍하다’                                                                               | 2016-03-25  | 국민일보      |
| 현실의 한복판을 강렬하게 걷고 있는 ‘바냐아저씨’                                                                  | 2016-02-26  | 국민일보      |
| 역사의 폭력성, 씻을 수 없는 상처 ‘하나코’                                                                        | 2016-1-07   | 국민일보      |
| 오염의 욕망을 ‘물’로 치유한 국립극단 ‘겨울이야기’                                                                | 2016-02-04  | 국민일보      |
| 대구 상공을 오른 권기옥의 삶 ‘비상’                                                                              | 2016-4월호  | 월간한국연극  |
| 김현탁 연출의 재창작 “억압의 분노 하녀들”                                                                        | 2015-12-24  | 국민일보      |
| 전인철의 절규, 고독, 광기와 불안의 시대 “나는 살인자입니다”                                                      | 2019-6월호  | 월간한국연극  |
| 사회적 참사를 환기하는 구자혜 연출 ‘7번 국도’                                                                    | 2019-5-19   | 국민일보      |
| 거짓으로 치장된 인간의 죽음과 파멸의 연극 ‘빌미’                                                                 | 2019-2-17   | 국민일보      |
| ‘봉하극장’ 주인 명계남의 50년 친구 김태수 연출 <언덕을 넘어서 가자>                                              | 2019-01-10  | 국민일보      |
| 분노를 조작하는 예능 같은 사회 ‘분노하세요’                                                                      | 2019-01-05  | 국민일보      |
| 대구시립극단 20주년 ‘연극’과 ‘창작뮤지컬’의 대중성                                                               | 2019=1월호  | 월간한국연극  |
| 전쟁과 IMF로 소환되는 가족의 몰락과 해체 ‘집을 떠나며’                                                           | 2018-12-3   | 국민일보      |
| 대한민국 정치사를 환기시키는 ‘눈 뜬 자들의 도시’ 극단 초인                                                       | 2018-12월호 | 월간한국연극  |
| 시 음악극으로 들려주는 ‘이장희 시인의 노래’                                                                      | 2018-11-15  | 국민일보      |
| 평화의 길목을 환기시키는 이성열 연출 연극 <오슬로>                                                               | 2016.11-08  | 국민일보      |
| ‘고립과 절망, 구원의 연극’ 손진책 연출 ‘돼지우리’                                                                | 2018-10-19  | 국민일보      |
| 삼인삼색 “완빤치 쓰리 강냉이 세 명의 신진 연출”                                                                  | 2018-09-12  | 국민일보      |
| 고전의 몸무게를 재해석으로 다이어트 한 이수인 연출 멜랑꼴리 버라이어티 쇼 ‘춘향’                                 | 2018-09-07  | 국민일보      |
| 제18회 밀양공연예술축제 결산 리뷰                                                                                | 2018-8월호  | 월간한국연극  |
| 극단 프랑코포니 ‘아홉소녀들’ 이야기                                                                              | 2018-04-26  | 국민일보      |
| 연극 장씨일가(張氏一家)의 비극과 흑백리얼리즘                                                                    | 2018-10월호 | 월간한국연극  |
| 돌아온 코끼리 탈출사건 극단 청우 ‘그게 아닌데’                                                                   | 2018-07-17  | 국민일보      |
| 놀이정신으로 달리는 <그때, 변옹례> 극단 하땅세                                                                   | 2018=06-05  | 국민일보      |
| 일상을 걷는 광기의 욕망 “일상의 광기에 대한 이야기”                                                              | 2018-6월호  | 월간한국연극  |
| 출생의 비밀을 둘러싼 복수극 ‘21세기 살인자, 이혈(異血)’                                                          | 2018-05-08  | 국민일보      |
| 지울 수 없는 기억, 불편한 시선 ‘Gutting Out’                                                                     | 2018-4-23   | 국민일보      |
| 대구에서 들리는 박근형 연출 대구시립극단 “해방의 서울”                                                           | 2018-4월호  | 월간한국연극  |
| 배우 김소희의 모노드라마 ‘내게 기적이 일어났다’                                                                  | 2018-2-1    | 국민일보      |
| 변하지 않는 지번 ‘경남 창녕군 길곡면’                                                                            | 2018-01-06  | 국민일보      |
| 코끼리 우산 속에 가려진 전쟁의 '서커스'                                                                          | 2018-1월호  | 월간한국연극  |
| 소통의 부재, 불안과 분노의 욕망 ‘스프레이’                                                                       | 2018-2월호  | 월간한국연극  |
| 노모를 위한 ‘원맨쇼’ 아들을 향한 ‘원맨쇼’                                                                        | 2017-12-27  | 국민일보      |
| 불편한 ‘신자유주의’ 놀이 극단 이와삼 ‘빈의자’                                                                    | 2017-12-1   | 국민일보      |
| 상실된 포용(包容)과 내면의 치유 ‘ 옥상 밭 고추는 왜’                                                             | 2017-10-25  | 국민일보      |
| 제17회 밀양공연예술축제 지독한 더위, 연극축제로 식히다                                                           | 2017.8월호  | 월한한국연극  |
| 구태환 연출 미학의 ‘가족’ ,무대미술가 박동우 ‘가옥’                                                              | 2019-06-08  | 국민일보      |
| ‘연극의 미아리 고개’ 공동체 연극으로 손잡고 달린다.                                                              | 2017-05-11  | 국민일보      |
| 치유될 수 없는 역사의 기억과 전쟁 국립아시아문화전당 'AFTER WAR 전쟁 후에'                                       | 2022-10월호 | 월간한국연극  |
| 판소리의 현대화, 열린 가능성의 실험성 두 개의 눈                                                                 | 2021-9월호  | 월간한국연극  |
| 꽃신, 그길을 따라 나서는 죽음과 삶의 경계                                                                        | 2021-7월호  | 월간한국연극  |
| 신체극 언오로 국내 무대를 달리는 한국연극협회 ‘안녕, 굴사르’                                                     | 2021-6월호  | 월간한국연극  |
| 희망의몰락, 불안의 시대 공연예술제작소 비상 '절벽끝에 선 사람들'                                                 | 2021-12월호 | 월간한국연극  |
| 2021 한국연극 공연결산 좌담 리뷰                                                                                 | 2012-12월호 | 월간 한국연극 |
| 이중섭을 지나 인공지능시대,독고노인, 닭들의 우아한 우화의 세계 제37회 대구연극제                                 | 2020-11월호 | 월간한국연극  |
| 균형과불균형의 관계 창작집단 툭치다 '연출의 탄생'                                                                | 2020-10월호 | 월간한국연극  |
| 이중섭을 지나 인공지능시대,독고노인, 닭들의 우아한 우화의 세계 제37회 대구연극제                                 | 2020-7월호  | 월간한국연극  |
| 터널구간에 멈추어선 그룹 동,시대 터널구간                                                                        | 2020-5월호  | 월간한국연극  |
| 고재경 연출 넌버벌 놀이극 “정크, 크라운”                                                                         | 2020-4-20   | 국민일보      |
| 원작 에쿠우스를 진지한 웃음으로 패러디 하고 놀이로 비트는 이철희 연출 ‘닭쿠우스’                                 | 2019-12월호 | 월간한국연극  |
| 2018 한국연극 공연결산 좌담 리뷰                                                                                 | 2019-12월호 | 월간 한국연극 |
| 끝나지 않는 고통과 불협화음의 ‘약속’, 이양구 연출 “이게 마지막이야”                                              | 2019-11월호 | 월간한국연극  |
| 인간과 삶을 성찰하는 태도는 묵직하고 웃음은 살아있는 박근형의 “여름은 덥고 겨울은 길다”                          | 2019-7-31   | 국민일보      |
| ‘37회 대한민국연극제’, 치매와 황혼의 멜로디<오거리 사진관> 부채의 역사<썬샤인의 전사들> 분단과 평화의 희망<고래> | 2019-8월호  | 월간한국연극  |
| 동심으로 외출하는 노년의 소풍과 욕망, 극단 온누리 ‘외출’                                                         | 2019-8월호  | 월간한국연극  |
| 극단 프로젝트아일랜드의 한일(韓日)사회 <장녀들>의 이야기                                                         | 2023-1-17   | 매일신문      |
| 김수미 작 <스카프와 나이프> “상실의 위로와 치유”                                                                 | 2022-12-21  | 국민일보      |
| 당당한 귄리, 일상과 낯섦의 경계 <아직 등장하지 않은-등장인물>                                                    | 2022-11-2   | 국민일보      |
| 한국적인 놀이 정신으로 달리는 이철희의 연극과 ‘맹’                                                               | 2022-11-3   | 스카이데일리  |
| 황태선 연출 연극 ‘내 집 마련의 애환’, <두껍아 두껍아>                                                            | 2022-11-14  | 국민일보      |
| 무대로 돌아온 구순의 김우옥 연출가 <겹괴기담>                                                                    | 2022-11-10  | 국민일보      |
| 박장렬 연출의 ‘리어왕’, 극단 민예의 ‘졸업’                                                                       | 2022-11-07  | 국민일보      |
| 아이의 마음 담아내는 가족극 ‘나무가 있는 풍경’                                                                   | 2022-11월호 | 월간한국연극  |
| 비극적 운명과 업보···최원석의 <살·색>,                                                                           | 2022-10-19  | 스카이데일리  |
| 비극적 운명과 업보···최원석의 <살·색>, 이송희의 <신주단지>                                                       | 2022-10-25  | 스카이데일리  |
| 지역 스토리 콘텐츠 대중화 시대                                                                                   | 2022-10월호 | 월간한국연극  |
| 달릴 수 없는 ‘한일관계’와 연극 ‘이카이노 바이크’ 극단 불의전차                                                   | 2022-09-25  | 국민일보      |
| 아들의 욕망과 엄마의 절규’, 연극 <당신은 아들을 모른다>                                                          | 2022-09-29  | 국민일보      |
| 오세곤의 <하녀들> ‘마담을 꿈꾸는 하녀들의 반란과 모반(謀反)의 놀이’                                              | 2022-09-20  | 국민일보      |
| 우울증에 걸린 한국 사회, 정범철 연출 ‘패밀리 M의 병’                                                             | 2022-09-6   | 국민일보      |
| “관습(慣習)이 지배하는 사회” 연극집단 반의 ‘예외와 관습’                                                         | 2022-7-31   | 국민일보      |
| ‘죽음’을 기억하는 방식 <서교동에서 죽다>                                                                         | 2022-7월호  | 월간한국연극  |
| ‘타자기 치는 남자‘의 시대와 정치                                                                                 | 2022-05-25  | 국민일보      |
| 선과 악의 불완전한 인간들의 이야기 <반쪼가리 자작>                                                               | 2022-5월호  | 월간한국연극  |
| 심재찬 연출 연극 <앙상블> ‘존재와 부재의 경계’                                                                   | 2022-04-25  | 국민일보      |
| 80년대 정치 권력과 역사를 풍자하는 이철희의 ‘불가불가’                                                           | 2022-04-19  | 국민일보      |
| 제39회 대구연극제’, “도전적인 실험성과 연극 미학으로 승부수”                                                     | 2022-4월호  | 월간한국연극  |
| 전인철의 편견과 계층의 차이, 계층의 차이와 자이 ‘아파트 공화국’                                                  | 2022-04-04  | 국민일보      |
| 웃음으로 그려내는 고선웅 연출 <회란기>                                                                           | 2022-3-24   | 국민일보      |
| 물고기 남자가 헤엄치는 한국 사회                                                                                 | 2022-3월호  | 월간 한국연극 |
| 한태숙 연출의 발칙한 신화적 상상의 연극 <위대한 뼈>                                                              | 2022-2월호  | 월간 한국연극 |
| 3일간 빌려 쓰는 축제 “예술섬 중도, 다시 숲”                                                                      | 2022-12월호 | 월간 한국연극 |
| 각자의 방식으로 '퀴어' 하는 감각과 존재의 방식                                                                   | 2022-11월호 | 월간한국연극  |
| 치유될 수 없는 역사의 기억과 전쟁 국립아시아문화전당 'AFTER WAR 전쟁 후에'                                       | 2022-10월호 | 월간한국연극  |

## 기타 활동

### 방송
- TBC 대구방송 리얼인터뷰 통 (2011) 진행자
- TBC 대구방송 리얼인터뷰 통 (2010) 진행자
- TBC 대구방송 리얼인터뷰 통 (2009) 진행자
- KBS 연예가중계(2008) 인터뷰

- 경인방송 젊은태양 (2003) 프로듀서

- 경인방송 행복할 수 있다면 (2003) 프로듀서
- KBS 모노다큐 한국인물사 (2002) 프로듀서
- EBS 두아빠 (2001) 프로듀서
- 2008 방울토마토 (영화) 특별출연
- 2021 TBC 문화로채움 명작소몰리에 연극역사 편 게스트출연[45]

- 2015 KBS 아침마당<뮤지컬축제진단> 패널 출연[46]
- SBS<곱하기9> 게스트[47]
- 2020 웹드라마 3부작 <연기왕> 극본연출[48]

### 언론
- 매일신문 오피니언 광장[49][50]
- 매일신문 춘추[51]
- 매일신문 김건표의 스타토크[52]
- 데일리안 김건표의 행복초대석[53]
- TBC 인터뷰 통[54]
- 한국경제 김건표교수의 공연인터뷰[55]
- 한국경제 김건표 교수의 공연리뷰[56]
- 국민일보 김건표의 연극인 이야기[57]
- 국민일보 김건표 교수의 연극이야기[58]
- 뉴스웨이 김건표 교수의 공연리뷰&토크[59]
- 스카이데일리 김건표의 문화칼럼[60]
- 스마트경제 거침없이 연극리뷰[61]
- CNB뉴스 김건표 교수의 공연예술산책[62]
- 매일신문 김건표의 인세이셔블 연극리뷰[63]
- 매일신문 김건표의 연극리뷰[64]
- 매일신문 김건표의 픽 인터뷰[65]

### 연극
- 인생 배달부 (2020)

- 작은 사랑의 멜로디 (1983)

### 아동, 청소년 연극 분야
- 1993 <덩달이의 모험>
- 1992 <아프리카바보사냥>, <호랑이이야기>, <빨간도깨비와 파란도깨비>, <당나귀의 소원>
- 1991 <말이 왜 파랗지>
- 1993< 둥개둥개이야기둥개>
- 1985 <톰소여의 모험>
- 1983 <알라바바와 40인의 도적>
- 1984 <팔자좋은 의사선생님>
- 1983 <작은사랑의 멜로디>
- 2002 <루브>
- 2001 <낙원으로의 길목>
- 1999 <마술가게>, <리어의 죽음>
- 1998 <엘렉트라>, <안내놔 못내놔>, <돈 내지 맙시다>, <오구죽음의 형식>
- 1997 <돈키호테>, <햄릿>
- 1996 <산불>, <로맨틱 코미디>, <자전거>
- 1995 <태풍>, <오이디푸스 왕>, <우리들의 일그러진 영웅>, <욕망이라는 이름의 전차>
- 1994 <새들도 세상을 뜨는구나>, <한씨연대기>, <오지의사람들>, <안티고네>, <오장군의 발톱>
- 1992 <풍금소리>
- 1991 <출세기>, <봄이오면 산에들에> 외 다수

### 칼럼
- 윤석열 정부의 ‘문화와 정치’ 사람이 중요한 시대
- 대한민국은지금,‘낭독극’전성시대
- 대통령의 연극
- 이준석의 말과 정치
- 김훈의「하얼빈」'다시, 청년 안중근의 시간이 필요한 시대'
- 달릴 수 없는 ‘한일관계’와 연극 '이카이노 바이크'
- 대선정국 드라마, 윤석열 당선인 문화정책
- 홍준표 시장의 ‘문화 특급열차’
- 뮤지컬의 막 뒤에 숨어 있는 화려한 독침
- 패션은 감각. 파격보다 격이 필요하다
- 연극배우 오영수와 이정재의 오징어게임
- 민심의 밥상
- 워풀대구문화
- 이태원 참사의 비극, 우리는 안전한가
- 재명의 연기론
- 아, 태스형
- K-드라마와 대장동드라마.
- 연기자의 진실과 정치인의 진심
- 창작뮤지컬 시대를 열자
- 학력위조드라마
- 다운로드안되는 연극
- 연극의 진심과 무거움의 소통읽기
- 두남자의 말
- 막말과 막장의 씁쓸한 퇴장
- 대중의 진심 정치의 진실
- 문화상호주의.
- 미래연극, 관객개발을 서두르자
- 배우의 ‘눈물연기와’ ‘감동의 시대’
- 삼성의 명품주의
- 응답하라 태극기
- 졸업식과 취업
- 사투리가 힘이다
- 투란도트의 비밀
- 직업체험프로그램
- 사계절 피고지는 벚꽃동산
- 슬기로운공연생활
- 방탄국회의 민심(民心)
- 대통령의 통큰결단, 일본의 반격
- 한·미 정상회담과 ‘아메리칸 파이’
- 김남국 의원의 가상화폐, 싸움의 기술
- 배우와 골프플레이어의 공통점으로 보는 ‘몰입의 기술‘
- 대통령의 수능시험
- 한국적인 놀이 정신으로 달리는 이철희의 연극과 ‘맹’
- 달릴 수 없는 ‘한일관계’와 연극 ‘이카이노 바이크’
- 숨 막히는 복수의 업보 살·색’
- 퀴어하는 각자의 방식 들뜬 이야기
- '내 집 마련의 애환'
- <물고기남자>가 헤엄치는 한국사회
- ‘시時답지 않은 이야기’  자기고백 서사의 위로와 치유
- <퇴장하는 등장>으로 이어지는 구자혜연출의 말하기방식.
- 인터뷰의 기술
- 고대신문 [타이거쌀롱] 로봇의 휴머니즘 <천 개의 파랑>[66]
- 고대신문 [타이거쌀롱] 오현경 배우의 말, 정치인의 연기[67]

### 저서
- 말과 정치문화, 연극의 싸움의 기술 (2024, 연극과인간)[68]
- 한국연극의 승부사들 - 김건표가 만난 대한민국 연극인 50인 (2023, 연극과인간)[69]
- 장면연기 텍스트 (2022, 연극과인간)[70]
- 동시대 연극 읽기 - 김건표의 연극이야기 (2021, 연극과인간)[71]
- 연극과 연기의 세계 (2013, 연극과인간)
- 맹꽁이 아저씨와 훔쳐보는 연기 나라 (1997, 예니)[72]

## 보도 자료
- 연극평론가 김건표 교수, 한국연극 현장·인물 담아낸 ‘한국연극의 승부사들’ 출간[73]

- ‘한국희곡’ 편집주간에 대경대 김건표 교수 위촉[74]
- 김건표 대경대 연극영화과 교수, 저서 ‘말과 정치문화, 연극의 싸움의 기술’ 출간[75]
- 김건표 대경대 교수, 칼럼집 ‘말과 정치문화, 연극의 싸움의 기술’ 펴내[76]
- '모두의 연극' 가능할까? 한국연극평론가협회 심포지엄[77]

- 김건표 대경대 교수, 국립극단 이사 선임[78][79][80]
- 국내 최대 규모 ‘한국대학 연극전공 입학정보 콘서트 개최’ 전국 30개 대학 참가[81]
- [김건표의 연극 리뷰] - 매일신문[82][83][84][85][86][87][88][89][90]